# Râul Dan (Orientul Mijlociu)

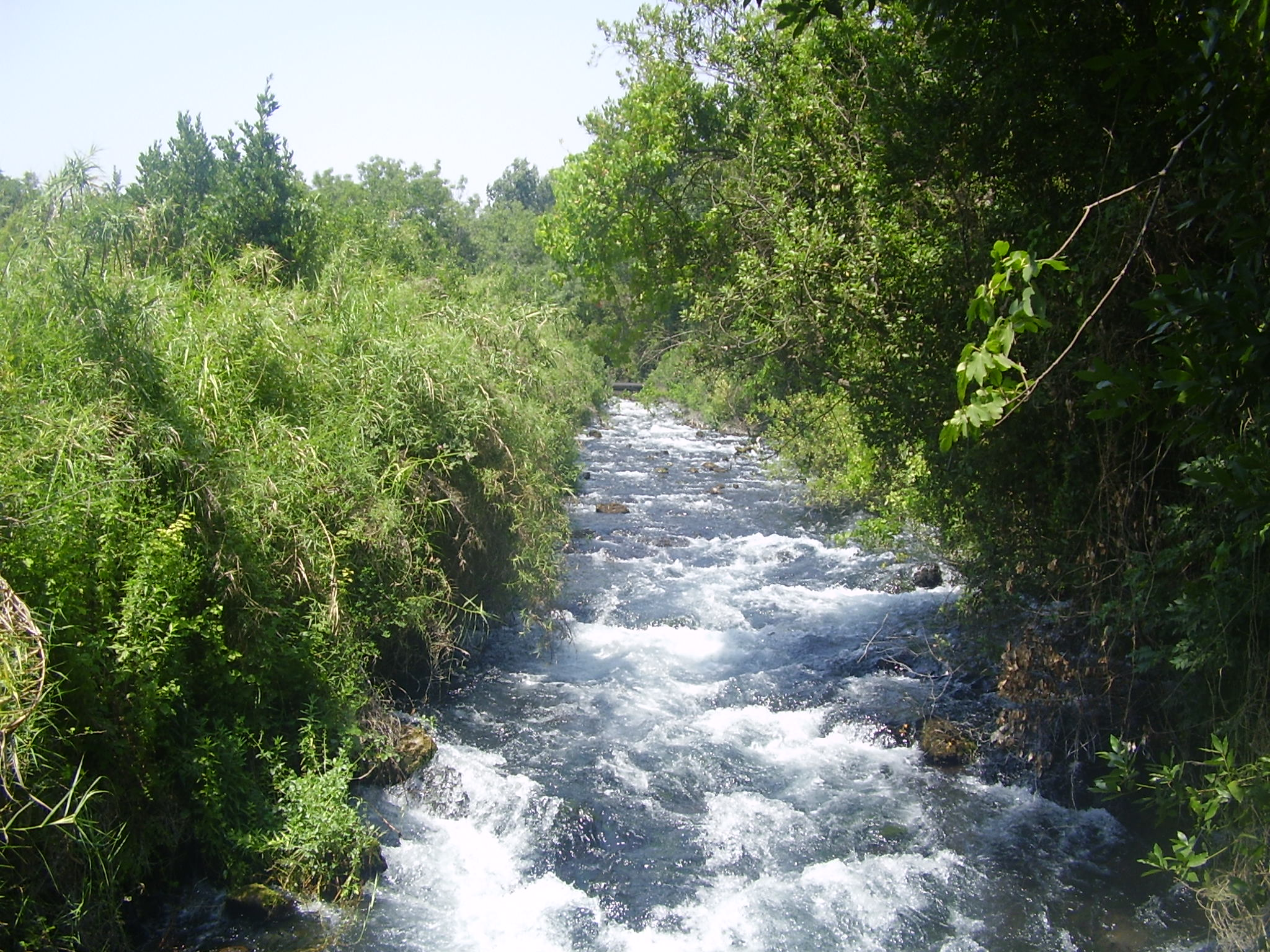
Râul Dan în Rezervația Naturală Tel Dan

Râul Dan (în ebraică דן Dan, în arabă اللدان Leddan) este un afluent al râului Iordan. Izvoarele râului sunt mai multe izvoare care apar din Tel Dan de-a lungul liniilor de falie subterane.
Râul este numit astfel după orașul israelit Dan, care a fost capturat de Tribul lui Dan în perioada judecătorilor. Seminția lui Dan a cucerit orașul, numit apoi Laish și apoi ocupat de canaaniți.
Deși râul Dan în sine are doar aproximativ 20 km (12 mile) lungime, debitul său asigură până la 238 de milioane de metri cubi de apă anual la Valea Hulah. În 1966, aceasta a fost o cauză de dispută între planificatorii israelieni de apă și conservaționiști, aceștia din urmă prevalând după trei ani de recursuri și hotărâri în instanță. Rezultatul a fost un proiect de conservare de aproximativ 120 acri (0,49 km2) la izvorul râului numit Rezervația Naturală Tel Dan⁠(d).